# Austra (musikgrupp)
Austra är en musikgrupp från Kanada med inriktning mot elektronisk musik. Bandet består av medlemmarna Katie Stelmanis, Maya Postepski och Dorian Wolf. Namnet Austra är Stelmanis' andra förnamn.
Austras första album Feel It Break gavs ut 2011 och följdes av Olympia 2013.

## Diskografi

### Studioalbum
- 2011 – Feel It Break
- 2013 – Olympia